# Маланотте, Аделаида
Аделаида Маланотте (итал. Adelaide Malanotte; 7 января 1785, Верона — 31 декабря 1832, Сало) — итальянская оперная певица (контральто). Известна как первая исполнительница заглавной партии в «Танкреде» Россини.

## Биография
Аделаида Маланотте родилась в 1785 году в Вероне. Её родителями были Антонио и Роза Джирелли. В 1801 году, в возрасте шестнадцати лет, Аделаида вышла замуж за французского чиновника Джакомо Монтрезора, в браке с которым у неё родилось двое детей. Однако около 1811 года, в период своей театральной карьеры, она рассталась с мужем.
Дебют Аделаиды Маланотте на театральной сцене состоялся в 1806 году в Вероне. Затем, с 1809 по 1811 год, она выступала в Брешиа, Бергамо, Турине, Риме и Флоренции. В 1810 году она пела в премьерной постановке «Альдзиры» Манфроче в римском Театре Валле. Пиком её карьеры стало знакомство с Россини, который специально для неё создал заглавную партию в своей опере «Танкред». Премьера состоялась в венецианском театре Ла Фениче 6 февраля 1813 года; опера, в особенности ария «Di tanti palpiti…» (Трепет такой…) в исполнении Маланотте, имела большой успех. Этот номер был создан композитором из-за несговорчивости певицы, которая была недовольна своей первоначальной выходной арией. По словам Стендаля: «эта замечательная певица была тогда в расцвете красоты, таланта и капризов и потому заявила ему, что эта ария ей не нравится, только за два дня до первого представления». Однако Россини не отчаялся и написал новую арию, имевшую значительный успех у публики. Впоследствии певица участвовала в ряде других постановок «Танкреда», в том числе в Ферраре и в Болонье. Фердинану Герольду, слышавшему её в этой роли, не понравился тембр её голоса, однако он нашёл безупречными интонацию, стиль и вкус певицы. Маланотте также принимала участие в ряде других опер Россини, исполнив, в числе прочего, партию Изабеллы в «Итальянке в Алжире» (1815), Клариче в «Пробном камне» (1816), Кира в «Кире в Вавилонии» (1821), Эдуардо в «Эдуардо и Кристине» (1821).
В 1820 году Аделаида Маланотте покинула сцену и поселилась на острове Леки (озеро Гарда) с графом Луиджи Леки, политиком, который стал её спутником жизни. Там же поселились её муж и дети от первого брака. Маланотте почти не появлялась на публике, но когда в 1821 году она вернулась в Верону, горожане вручили певице медаль с надписью «Al cantar che nell’anima si sente». В те же годы она начала страдать от заболевания мозга неясного происхождения, и, хотя изредка выступала на сцене, была похожа, по словам современников, на тень прежней себя. Певица умерла от инфаркта 31 декабря 1832 года и была похоронена в Сало.